# Sesgo ideológico en Wikipedia
El sesgo ideológico percibido en Wikipedia, especialmente en su edición en inglés, ha sido objeto de análisis académico y crítica al proyecto. Los cuestionamientos están relacionados con su contenido y si este pueda estar sesgado debido a las ideologías políticas, religiosas, o de otro tipo, a las que puedan adherirse sus editores voluntarios. Todo esto genera preocupaciones sobre los posibles efectos que esto pueda tener en la fiabilidad de la enciclopedia.  
Wikipedia tiene una política interna que establece que los artículos deben escribirse desde un punto de vista neutral, lo que significa representar de manera justa, proporcional y, en la medida de lo posible, sin sesgos editoriales, todos los puntos de vista importantes sobre un tema que han sido publicados de manera verificable por fuentes confiables.  En conjunto, los hallazgos muestran que los artículos de Wikipedia editados por un gran número de editores con puntos de vista ideológicos opuestos son, al menos, tan neutrales como otras fuentes similares, pero los artículos con menor volumen de edición y menos colaboradores —o ideológicamente más homogéneos— tienen más probabilidades de reflejar un sesgo editorial.  

## Estado de la investigación

### Artículos relacionados con la política estadounidense
Las investigaciones muestran que Wikipedia es propensa a violaciones de neutralidad causadas por prejuicios de sus editores, incluido el sesgo sistémico.   Un estudio exhaustivo realizado en diez versiones diferentes de Wikipedia reveló que las disputas entre editores surgen predominantemente en torno a temas políticos, que abarcan a personas que ejercen la política (políticos), partidos políticos, movimientos políticos e ideologías. Estos representaron aproximadamente el 25% de las disputas observadas en todas las versiones lingüísticas estudiadas. 
Un estudio de 2012, realizado por Shane Greenstein y Feng Zhu de la Escuela de Negocios de Harvard, examinó una muestra de 28.382 artículos relacionados con la política estadounidense en enero de 2011, midiendo su grado de sesgo en un "índice de inclinación", basado en un método desarrollado por Matthew Gentzkow y Jesse Shapiro en 2010 para medir el sesgo en los medios periodísticos.  Este grado de sesgo pretende medir una inclinación ideológica hacia el Partido Demócrata o Republicano, basándose en frases clave dentro del texto, como "guerra en Irak", "derechos civiles", "déficit comercial", "crecimiento económico", "inmigración ilegal", y "seguridad fronteriza". A cada frase se le asigna un índice de inclinación según la frecuencia con la que la utilizan los miembros demócratas o republicanos del Congreso de los Estados Unidos. Esta calificación magra se asigna a una contribución de Wikipedia que incluye la misma frase clave. Los autores concluyeron que los artículos más antiguos de los primeros años de Wikipedia tenían una tendencia demócrata, pero los creados más recientemente eran más equilibrados. Sugieren que los artículos no cambiaron significativamente su sesgo debido a la revisión, sino que, con el tiempo, los artículos más nuevos con puntos de vista contrastantes desempeñaron un papel en el reequilibrio de las perspectivas promedio entre las entradas.   : 4–5 
En un estudio posterior, los mismos investigadores compararon alrededor de 4.000 artículos de Wikipedia relacionados con la política estadounidense con los artículos correspondientes en la Encyclopædia Britannica (escritos por expertos) utilizando métodos similares a los de su estudio de 2010 para medir la "inclinación" (democrática o republicana) y cuantificar el grado de sesgo. Los autores encontraron que "los artículos de Wikipedia están más inclinados hacia puntos de vista demócratas que los artículos de Britannica, así como más sesgados", particularmente aquellos que se centran en los derechos civiles, las corporaciones y el gobierno. Las entradas sobre inmigración tendieron a ser republicanas. Descubrieron además que "la diferencia de sesgo entre un par de artículos disminuye cuantas más revisiones" y, cuando los artículos se revisaron sustancialmente, la diferencia de sesgo en comparación con Britannica era estadísticamente insignificante. La implicación, según los autores, es que "se necesitan muchas contribuciones para reducir el sesgo y la inclinación considerablemente hacia algo cercano a lo neutral".  
Un estudio de 2022 examinó citas de fuentes periodísticas y de otros medios que se incluyeron en las entradas de Wikipedia en su edición en inglés. El objetivo era evaluar si prevalecían fuentes liberales o conservadoras. El estudio identificó una prevalencia moderada pero sistemática de fuentes periodísticas liberales. Además, el análisis no reveló una correlación clara entre las inclinaciones políticas de una fuente de noticias y su fiabilidad, lo que indica que la prevalencia moderada de fuentes de noticias liberales puede no ser atribuida únicamente a la búsqueda de fidelidad de la fuente. 
Un estudio de 2023 comparó artículos sobre temas controvertidos en múltiples wikis administradas por la comunidad: el estudio pretendía probar si la orientación política de una wiki colaborativa produciría una inclinación en el contenido. Los hallazgos mostraron que el contenido de wikis con sesgos ideológicos explícitos, como RationalWiki y Conservapedia, está más desequilibrado que el de wikis (como Wikipedia) o enciclopedias (como Encyclopedia Britannica) que abogan por la neutralidad. El contenido de Wikipedia tenía una inclinación relativa[¿cuál?] comparable al de Britannica, mientras que tanto RationalWiki como Conservapedia estaban "más cargadas de contenido moral". 
Un estudio publicado en 2015, centrado en la edición inglesa de Wikipedia, examinó la eliminación de información positiva o negativa en las biografías de senadores estadounidenses. Los investigadores introdujeron contenido positivo y negativo, procedente de referencias fiables, en las entradas biográficas de los senadores estadounidenses. Sus hallazgos revelaron que el contenido negativo tenía más probabilidades de ser eliminado y se eliminaba a un ritmo más rápido en comparación con el contenido positivo. Los investigadores concluyeron que existe un sesgo editorial significativo en las entradas de Wikipedia relacionadas con los actuales senadores estadounidenses. Sin embargo, cuando se realizó una prueba similar en las páginas de Wikipedia de senadores recientemente retirados y fallecidos, no se observó la misma discrepancia en la eliminación de contenido positivo y negativo. Esto sugiere que el sesgo identificado es específico de las páginas de políticos activos y no indica un problema sistémico dentro de Wikipedia. Los autores concluyeron que la información generada a través de proyectos colaborativos como Wikipedia puede ser susceptible a un sesgo editorial que favorezca a individuos políticamente activos. 

### Colaboración de los usuarios
Un estudio realizado en 2013 se centró en usuarios que declararon abiertamente su apoyo al Partido Demócrata o Republicano de Estados Unidos. La investigación indicó que estos usuarios tendían a contribuir con mayor frecuencia a voces que se alineaban con su propia orientación política. Sin embargo, no exhibieron un comportamiento de edición polarizado, ya que no estaban dispuestos a evitar la colaboración con oponentes políticos y tampoco mostraron preferencia por la colaboración exclusivamente con aliados. Los autores propusieron que la identidad compartida de ser un wikipedista podría superar los aspectos potencialmente divisivos de la identidad personal, como la afiliación política. Este hallazgo distingue a Wikipedia de otras plataformas sociales, como Twitter y los blogs, donde los usuarios a menudo exhiben una fuerte polarización al interactuar predominantemente con usuarios que comparten orientaciones políticas similares. Por el contrario, Wikipedia puede caracterizarse como una plataforma donde los usuarios muestran un mayor grado de interacción entre orientaciones políticas, similar a los foros y plataformas similares. 
En un informe de 2016 centrado en la Wikipedia en inglés, los investigadores llevaron a cabo una investigación sobre el comportamiento de los usuarios que contribuyen a artículos relacionados con la política estadounidense. Basándose en la terminología introducida en su artículo anterior de 2012, Greenstein, Zhu y Yuan Gu descubrieron que es ligeramente más probable que los editores contribuyan a artículos con una inclinación opuesta a la suya, una tendencia que los autores llamaron "los opuestos se atraen." Descubrieron además que los debates en Wikipedia tienden a exhibir una "prevalencia de conversaciones no segregadas a lo largo del tiempo", lo que significa que estos debates tienden a involucrar a editores con diferentes puntos de vista, a los cuales los autores llamaron no segregados, a diferencia de los debates que involucran únicamente a editores con puntos de vista homogéneos (segregados). También encontraron que el grado de sesgo del editor disminuye con el tiempo y la experiencia, y disminuye más rápido para los editores involucrados en material muy sesgado: "las mayores inclinaciones se encuentran entre los contribuyentes que editan o agregan contenido a artículos que tienen más sesgos". También estimaron que, en promedio, el material republicano tarda aproximadamente un año más en alcanzar un punto de vista neutral que el material demócrata. 
Un estudio publicado en 2019, realizado entre usuarios estadounidenses de la versión en inglés, arrojó resultados similares. El estudio destacó un importante sesgo de orientación política entre los usuarios que contribuyen a temas políticos, y encontró una tendencia de que cuantas más ediciones se realizan en una entrada, más equilibrada se vuelve la orientación política promedio de los usuarios que contribuyen. El estudio también indicó que la calidad de los artículos, tal como la reconoce la comunidad de Wikipedia, mejora a medida que aumenta la diversidad de orientaciones políticas entre los contribuyentes. Los grupos de usuarios compuestos por individuos políticamente polarizados generalmente producen mejores artículos, en promedio, en comparación con los grupos formados por usuarios altamente —o incluso moderadamente— alineados políticamente. Los efectos positivos de la polarización se observaron no solo en artículos relacionados con la política, sino también en aquellos relacionados con cuestiones sociales e incluso científicas. Los grupos políticamente polarizados entablan desacuerdos frecuentes, estimulando debates concretos que resultan en ediciones de mayor calidad, más sólidas y completas. Sin embargo, estos hallazgos están sujetos a limitaciones. Los contribuyentes que participaron pueden sufrir un sesgo de autoselección, que puede influir en los resultados.  
En un estudio de 2012 centrado en los conflictos ("guerras") de edición dentro de Wikipedia, se sugirió que a menudo se puede llegar a un consenso en un plazo razonable, incluso en artículos controvertidos. Los conflictos que tienden a prolongar estas guerras de edición están impulsados principalmente por la afluencia de nuevos usuarios. Se observó que la mayoría las llevan a cabo un pequeño número de usuarios que frecuentemente participan en conflictos, a pesar de su baja productividad general. En estos debates, la resolución a menudo no se alcanza basándose en los méritos de los argumentos, sino más bien debido a la intervención externa, el agotamiento o el evidente dominio numérico de un grupo sobre el otro. 
A partir de los resultados de investigaciones experimentales, Holtz et al. propuso un modelo teórico de la producción de conocimiento en Wikipedia, empleando el concepto de "fricción productiva". Este modelo postula que es necesario un cierto nivel de conflicto interpretativo dentro de un grupo para que el proceso colectivo genere conocimiento. El modelo establece una analogía con el modelo de conflicto sociocognitivo (disonancia cognitiva) utilizado en psicología para dilucidar el aprendizaje individual. Según esta hipótesis, si las tensiones o fricciones dentro de un grupo son demasiado bajas, el potencial para la construcción de conocimiento se vuelve limitado, ya que el conocimiento existente se considera suficiente para abordar el problema en cuestión. Por el contrario, si la fricción dentro de una comunidad de contribuyentes se vuelve excesivamente alta, puede llevar al rechazo de las respectivas ideas o incluso a la división del grupo, de manera similar a cómo un individuo puede tener dificultades para adaptarse y aprender cuando se enfrenta a una cantidad abrumadora de novedades. 
Otro estudio encontró que la mayoría de los editores de la Wikipedia francesa tenían propensión a participar equitativamente en un juego del dictador. Esta propensión se correlacionó con su participación en Wikipedia (medida por el tiempo dedicado y el apego). 

## Afirmaciones sobre el sesgo ideológico de Wikipedia en medios de comunicación
En 2016, Bloomberg News declaró: "La dependencia de la enciclopedia de fuentes externas, principalmente periódicos, significa que será tan diversa como el resto de los medios, es decir, no muy diversa".  En 2018, Haaretz señaló que "Wikipedia ha logrado ser acusada de ser demasiado liberal y demasiado conservadora, y tiene críticos de todo el espectro", mientras que señaló que Wikipedia es "normalmente acusada de ser demasiado liberal". 
CNN sugirió en 2022 que el sesgo ideológico de Wikipedia "puede coincidir con el sesgo ideológico del ecosistema de noticias".  El Boston Globe opinó: "El interés de un editor de Wikipedia en un artículo surge de sus valores y opiniones, y sus contribuciones se filtran a través de su interpretación general de la realidad. Edicto o no, un punto de vista neutral es imposible. Ni siquiera un editor de Wikipedia puede trascender eso."  Slate, en un artículo de 2022, declaró: "Los comentaristas de derecha se han quejado del supuesto sesgo izquierdista de Wikipedia durante años, pero no han podido ofrecer una enciclopedia alternativa viable: una versión conservadora de Wikipedia, Conservapedia, ha fracasado durante mucho tiempo con un número mínimo de lectores", al tiempo que señala que los conservadores "en general no han atacado a Wikipedia tan ampliamente" como otras fuentes de medios.  También en 2022, Vice News informó: "Los investigadores han descubierto que Wikipedia tiene un ligero sesgo demócrata en cuestiones de política estadounidense porque muchos de los editores de Wikipedia son internacionales y el país promedio tiene opiniones que están a la izquierda del partido demócrata en cuestiones como la atención sanitaria, el cambio climático, el poder corporativo, el capitalismo, etc." 

### Sesgo liberal y de izquierda

#### Larry Sanger
Larry Sanger, cofundador de Wikipedia, ha sido crítico con Wikipedia desde que fue despedido como único empleado editorial y abandonara el proyecto en 2002.    Tras su despido, fundó y trabajó para competidores de Wikipedia, incluidos Citizendium y Everipedia. Entre otras críticas, Sanger ha opinado que los artículos de Wikipedia presentan un "punto de vista del establishment", de izquierda y liberal.    Sanger ha citado una serie de ejemplos de lo que considera un sesgo liberal y de izquierda, como que "la legalización de las drogas, denominada liberalización de las drogas por Wikipedia, cuenta con poca información sobre los peligros potenciales de las políticas a favor de la legalización de las drogas" y que el artículo sobre Joe Biden en Wikipedia no refleja suficientemente "las preocupaciones que los republicanos han tenido sobre él" o sus alegaciones sobre Ucrania.     Debido a estos prejuicios percibidos, Sanger considera que Wikipedia no es digna de confianza.  También ha acusado a Wikipedia de abandonar su política de neutralidad (punto de vista neutral). 

#### Conservapedia
El activista conservador cristiano estadounidense Andrew Schlafly fundó una enciclopedia en línea llamada Conservapedia en 2006 basándose en su visión del "sesgo liberal" en Wikipedia.  Los editores de Conservapedia han compilado una lista de supuestos ejemplos de sesgo liberal en Wikipedia, incluidas afirmaciones de que es "antiamericana", "anticristiana" y "anticapitalista". 

#### Infogalactic
El activista estadounidense de extrema derecha  Vox Day fundó la enciclopedia en línea Infogalactic en 2017  para contrarrestar, lo que él considera "la policía del pensamiento de izquierda que administra [Wikipedia]".  

### Respuestas de Wikipedia
En 2006, el cofundador de Wikipedia, Jimmy Wales, dijo: "La comunidad de Wikipedia es muy diversa, desde liberales hasta conservadores, libertarios y más. Si los promedios importaran, y debido a la naturaleza del software wiki (sin votación), casi seguro que no, diría que la comunidad de Wikipedia es un poco más liberal que la población de estadounidense promedia, porque somos globales y la comunidad internacional de hablantes de inglés es un poco más liberal que la población de EE.UU. No hay datos ni encuestas que respalden eso".  En 2007, Wales dijo que las reivindicaciones del sesgo liberal en Wikipedia "no están respaldadas por los hechos". 
Durante la controversia Gamergate en 2014, en respuesta a un correo electrónico de un estudiante de informática que afirmaba que Wikipedia tiene una "carencia total de cualquier tipo de intento de neutralidad con respecto a Gamergate", Wales supuestamente escribió: "Es muy difícil para mí aceptar la noción de que Gamergate es 'realmente una cuestión de ética en el periodismo' cuando cada experiencia que he tenido personalmente con él ha involucrado a personas pro-gg insultando, amenazando, haciendo doxxing, etc." y que el movimiento "ha sido permanentemente empañado y secuestrado [sic] por un puñado de personas que no son lo que uno esperaría".  Wales defendió sus comentarios en respuesta a la reacción de los partidarios de Gamergate, diciendo que "no se trata de lo que yo creo. Gg es famoso por el acoso. Detente y piensa por qué". 
En 2021, Wikipedia negó las acusaciones hechas por Larry Sanger de tener un sesgo político particular, y un portavoz de la enciclopedia dijo que estudios de terceros han demostrado que sus editores provienen de una variedad de puntos de vista ideológicos y que "a medida que más personas participan en el proceso de edición en Wikipedia, los artículos tienden a volverse más neutrales". 
En una entrevista de 2023 con Lex Fridman, cuando se le preguntó si Wikipedia tiene un sesgo de izquierda, Wales dijo que:  

Yeah, so I don't think so, not broadly. And I think you can always point to specific entries and talk about specific biases, but that's part of the process of Wikipedia. Anyone can come and challenge and to go on about that. But I see fairly often on Twitter, some quite extreme accusations of bias. And I think actually I don't see it. I don't buy that. And if you ask people for an example, they normally struggle and depending on who they are and what it's about. So it’s certainly true that some people who have quite fringe viewpoints and who knows the full rush of history in 500 years, they might be considered to be pathbreaking geniuses. But at the moment, quite fringe views. And they're just unhappy that Wikipedia doesn’t report on their fringe views as being mainstream. And that, by the way, goes across all kinds of fields.
Sí, así que no lo creo, no ampliamente. Y creo que siempre se puede apuntar a entradas específicas y hablar de sesgos específicos, pero eso es parte del proceso de Wikipedia. Cualquiera puede venir y desafiar y continuar sobre eso. Pero veo con bastante frecuencia en Twitter algunas acusaciones bastante extremas de sesgo. Y creo que en realidad no lo veo así. No me lo creo. Y si le pides a la gente un ejemplo, normalmente debaten dependiendo de quiénes son y de qué se trata. Así que es cierto que algunas personas que tienen puntos de vista bastante marginales y quien sabe el curso completo de la historia en 500 años, podrían ser considerados como genios pioneros. Pero por el momento, puntos de vista bastante marginales. Y están descontentos porque Wikipedia no informa de que sus puntos de vista marginales son la corriente dominante. Y eso, por cierto, se aplica a todo tipo de campos.

## Controversias

### Wikipedia en croata
De 2011 a 2020,  el modelo de edición colaborativo de la Wikipedia croata fue acaparado por nacionalistas de extrema derecha, que falsificaron y promovieron contenido sesgado sobre una variedad de temas: el fascismo, los serbios de Croacia, así como los Ustaše y la Comunidad LGTB.  Estas ediciones sesgadas incluyeron negacionismo histórico, negación o dilución de la gravedad de los crímenes y propaganda de extrema derecha.  Este grupo de editores fue prohibido por Wikipedia en 2021  y tuvo una recepción negativa por parte del gobierno, los medios de comunicación y los historiadores croatas.   El pequeño tamaño de la Wikipedia croata en 2013 (466 editores activos, de los cuales 27 eran administradores) se citó como un factor importante.  Ese año, el ministro de Educación, Željko Jovanović, aconsejó a los estudiantes que no utilizaran la Wikipedia en croata;     los historiadores recomendaron utilizar la Wikipedia en inglés mientras tanto. 

### Wikipedia en inglés
En febrero de 2023, Jan Grabowski y Shira Klein publicaron un artículo de investigación en el Journal of Holocaust Research acusando a varios editores de la Wikipedia en inglés de participar en una campaña para "[promover] una versión sesgada de la historia en Wikipedia", afirmando que sus acciones "[encubrir] el papel de la sociedad polaca en el Holocausto y [reforzar] los estereotipos sobre los judíos".    Posteriormente, el Comité de Arbitraje de la Wikipedia en inglés abrió un caso para investigar y evaluar las acciones de los editores de los artículos afectados.  En última instancia, el Comité decidió prohibir a dos editores contribuir a las áreas temáticas, aunque Klein criticó las soluciones propuestas por "carecer de profundidad y consecuencias". 

### Wikipedia en japonés
Varios académicos han criticado varios artículos japoneses de Wikipedia por su descripción de varios eventos de la Segunda Guerra Mundial, incluidos artículos sobre la masacre de Nankín (南京事件), la Unidad 731 ( 731部隊), y las mujeres de consuelo (日本の慰安婦). 

### Wikipedia en español
En 2022, varias figuras culturales y políticas conservadoras de España publicaron un manifiesto alegando una "falta de neutralidad y... evidente sesgo político en Wikipedia [en español]" y afirmaron que la Wikipedia en español está "editada por personas que, escondiéndose detrás de cuentas de editor anónimas, aprovechan para realizar activismo político, ya sea incluyendo datos erróneos o falsos, o seleccionando noticias de medios de comunicación con un claro sesgo político e ideológico, que hacen referencia a información controvertida, distorsionada, insidiosa o inexacta". El manifiesto fue firmado por Juan Carlos Girauta, Álvaro Vargas Llosa, Cayetana Álvarez de Toledo, Joaquín Leguina, Albert Rivera, Daniel Lacalle y Toni Cantó, entre otras personalidades de derecha. 
La Wikipedia en español ha sido criticada por ofrecer una cobertura sesgada de Cristina Kirchner.   
En un artículo de julio de 2022, Claudia Peiró, de Infobae, criticó la entrada de la Wikipedia en español sobre Cuba por describir al país como una "democracia sin partidos" con "voto libre, directo y secreto". 

### Campaña del CAMERA
En abril de 2008, The Electronic Intifada publicó un artículo que contenía correos electrónicos intercambiados por miembros del Committee for Accuracy in Middle East Reporting in America (Comité para la Exactitud de la Información de Oriente Medio Presentada en América, CAMERA).  El propósito declarado del grupo era "ayudarnos a evitar que las entradas relacionadas con Israel en Wikipedia sean contaminadas por editores antiisraelíes".    Cinco editores de Wikipedia involucrados en esta campaña del CAMERA fueron sancionados por los administradores de Wikipedia, que escribieron que la naturaleza abierta del proyecto "es fundamentalmente incompatible con la creación de un grupo privado para coordinar subrepticiamente la edición por parte de personas con ideas afines ideológicamente". 

## Otras lecturas
- Margolin, Drew B.; Goodman, Sasha; Keegan, Brian; Lin, Yu-Ru; Lazer, David (5 de agosto de 2015). «Wiki-worthy: collective judgment of candidate notability». Information, Communication & Society 19 (8): 1029-1045. doi:10.1080/1369118X.2015.1069871.
- S. Bruckman, Amy (2022). «Should You Believe Wikipedia? Online communities and the construction of knowledge». Cambridge University Press. doi:10.1017/9781108780704.004.
- Jemielniak, Dariusz (2014). Common knowledge?: An ethnography of Wikipedia. Stanford University Press. ISBN 978-0-8047-9120-5.
- J. McDowell, Zachary; A. Vetter, Matthew (2022).  Taylor & Francis, ed. Wikipedia and the representation of reality. ISBN 978-0-367-55570-2.
- Reagle, Joseph; Koerner, Jackie (2020). Wikipedia @ 20 : stories of an incomplete revolution. MIT Press. ISBN 978-0-262-36059-3.
- Tkacz, Nathaniel (2014). Wikipedia and the Politics of Openness. University of Chicago Press. ISBN 978-0-226-19244-4.

- Datos: Q55614285